# Paratropus testudo
Paratropus testudo är en skalbaggsart som beskrevs av Gerstaecker 1867. Paratropus testudo ingår i släktet Paratropus och familjen stumpbaggar. Inga underarter finns listade i Catalogue of Life.